# Valvognathia pogonostoma
Valvognathia pogonostoma är en djurart som tillhör fylumet käkmaskar, och som beskrevs av Kristensen och Nørrevang 1978. Valvognathia pogonostoma ingår i släktet Valvognathia och familjen Onychognathiidae. Arten är reproducerande i Sverige. Inga underarter finns listade i Catalogue of Life.